# 무쿠하라 겐타
무쿠하라 겐타(일본어: 椋原 健太, 1989년 7월 6일 ~ )는 일본의 전 축구 선수이다.

## 구단 경력
그는 2008년부터 2020년까지 J리그의 FC 도쿄, 세레소 오사카, 산프레체 히로시마, 파지아노 오카야마에서 활동하였다.